# Liste der Monuments historiques in Marcilly-et-Dracy
Die Liste der Monuments historiques in Marcilly-et-Dracy führt die Monuments historiques in der französischen Gemeinde Marcilly-et-Dracy auf.

## Liste der Immobilien
| Bezeichnung     | Beschreibung                    | Standort                                      | Kennzeichnung | Schutzstatus | Datum | Bild           |
| --------------- | ------------------------------- | --------------------------------------------- | ------------- | ------------ | ----- | -------------- |
| Monumentalkreuz | Stein, 16. Jahrhundert          | Marcilly-lès-Vitteaux, rue de l’Eglise (Lage) | PA00112521    | Inscrit      | 1925  | weitere Bilder |
| Monumentalkreuz | Stein, 16. Jahrhundert          | Marcilly-lès-Vitteaux, rue des Berges (Lage)  | PA00112522    | Inscrit      | 1925  | weitere Bilder |
| Monumentalkreuz | Stein, 15. oder 16. Jahrhundert | Dracy-lès-Vitteaux, rue des Tilleuls (Lage)   | PA00112523    | Inscrit      | 1925  | weitere Bilder |

## Liste der Objekte
| Bezeichnung                   | Beschreibung                                             | Standort                                               | Kennzeichnung | Schutzstatus | Datum | Bild |
| ----------------------------- | -------------------------------------------------------- | ------------------------------------------------------ | ------------- | ------------ | ----- | ---- |
| Skulptur Heiliger Eligius     | Kalkstein, erste Hälfte des 16. Jahrhunderts             | Marcilly-lès-Vitteaux, in der Kirche St-Georges (Lage) | PM21001413    | Classé       | 1931  |      |
| Skulptur Madonna mit Kind     | Stein, farbig gefasst, 18. Jahrhundert                   | Dracy-lès-Vitteaux, in der Kirche St-Pierre (Lage)     | PM21003474    | Inscrit      | 1973  |      |
| Gemälde Madonna mit Kind      | Farbe auf Holz, 16. oder 17. Jahrhundert                 | Marcilly-lès-Vitteaux, in der Kirche St-Georges (Lage) | PM21003470    | Inscrit      | 1973  |      |
| Skulptur Heiliger Claudius    | Stein, farbig gefasst, Anfang des 16. Jahrhunderts       | Marcilly-lès-Vitteaux, in der Kirche St-Georges (Lage) | PM21003471    | Inscrit      | 1973  |      |
| Reiterskulptur Heiliger Georg | Stein, farbig gefasst, 16. Jahrhundert                   | Marcilly-lès-Vitteaux, in der Kirche St-Georges (Lage) | PM21003472    | Inscrit      | 1973  |      |
| Prozessionskreuz              | Kupfer, 16. Jahrhundert                                  | Marcilly-lès-Vitteaux, in der Kirche St-Georges (Lage) | PM21003473    | Inscrit      | 1973  |      |
| Glocke                        | Bronze, 1579 gegossen                                    | Dracy-lès-Vitteaux, in der Kirche St-Pierre (Lage)     | PM21003969    | Classé       | 1997  |      |
| Gemälde Hochzeit von Kana     | Ölfarbe auf Leinwand, zweite Hälfte des 17. Jahrhunderts | Dracy-lès-Vitteaux, in der Kirche St-Pierre (Lage)     | PM21004179    | Inscrit      | 1995  |      |